# Palacio de Sorribas
El palacio de Sorribas, o del Marqués del Real Transporte, es un inmueble del municipio español de Villaviciosa, en Asturias. Cuenta con el estatus de bien de interés cultural.

## Descripción
El palacio de Sorribas, sito en la parroquia de Cazanes, en el municipio asturiano de Villaviciosa, se trataría de un destacado ejemplo de arquitectura civil señorial de época moderna. Se ubica en una ladera del monte Coroña, rodeado por praderías y con el bosque de La Carbayera vinculado a la propiedad. En la muralla de acceso al recinto palacial se conservan dos de las torres que conformaban la muralla medieval de Villaviciosa, trasladadas a este lugar a mediados del siglo XX.
La primera mención documental a una casa señorial en Sorribas data de 1383, tratándose entonces de una posible torre medieval, a la que se fueron añadiendo elementos en los siglos posteriores. En su configuración actual, es una construcción del siglo XVII, con algún elemento aislado anterior (caso de una ventana tardogótica que aún se conserva en el cuerpo anexo al edificio principal). El edificio principal cuenta con dos plantas, en las que se conserva mobiliario histórico de los siglos XVIII al XX, así como un fondo documental de suma importancia, con un primer documento datado en 1581.

## Estatus patrimonial
El palacio fue declarado bien de interés cultural, con la categoría de monumento, el 20 de septiembre de 2017, mediante un decreto publicado el 17 de octubre de ese mismo año en el Boletín Oficial del Principado de Asturias, con la rúbrica de presidente de la comunidad autónoma, Javier Fernández Fernández, y el consejero de Educación y Cultura, Genaro Alonso Megido.